# Бирилюсский сельсовет
Бирилюсский сельсове́т — административно-территориальная единица в Бирилюсском районе Красноярского края Российской Федерации, существовавшая до 1989 года.

## История
Бирилюсский сельсовет существовал до 1989 года.
В 1989 году Бирилюсский сельсовет был упразднён и его населённые пункты включены в состав Арефьевского сельсовета.

## Состав сельсовета
В состав сельсовета входили 2 населённых пункта:
| № | Населённый пункт | Тип населённого пункта          | Население |
| - | ---------------- | ------------------------------- | --------- |
| 1 | Бирилюссы        | деревня, административный центр | 49        |
| 2 | Дорохта          | деревня                         | 46        |

Также ранее в состав сельсовета входили:
- деревня Верхний Тунуй;
- деревня Нижний Тунуй;
- посёлок Лесозавода;
- деревня Семёновка;
- деревня Шпагино-1;
- деревня Шпагино-2.